# دانشگاه واسا
دانشگاه واسا (فنلاندی: Vaasan yliopisto، سوئدی: Vasa universitet) یکی از دانشگاه‌های فنلاند است که در شهر واسا واقع شده و تمرکزش بر مطالعات بینارشته‌ای و بازرگانی است.

## دانشکده‌ها
چهار دانشکده در دانشگاه واسا وجود دارد:

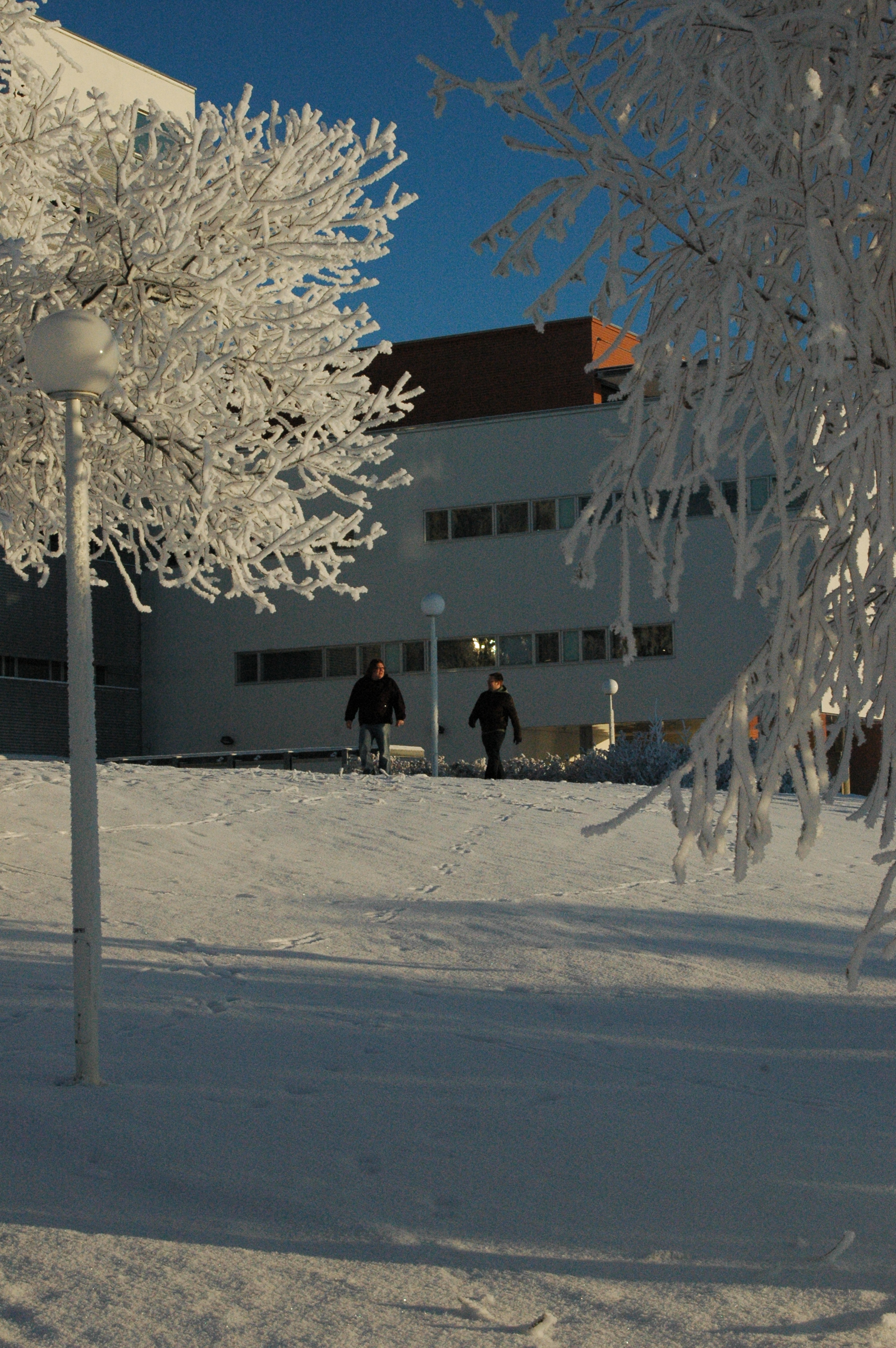
ساختمان سابق کتابخانه دانشگاهی تریتونیا در یک روز آفتابی نوامبر ۲۰۱۰.

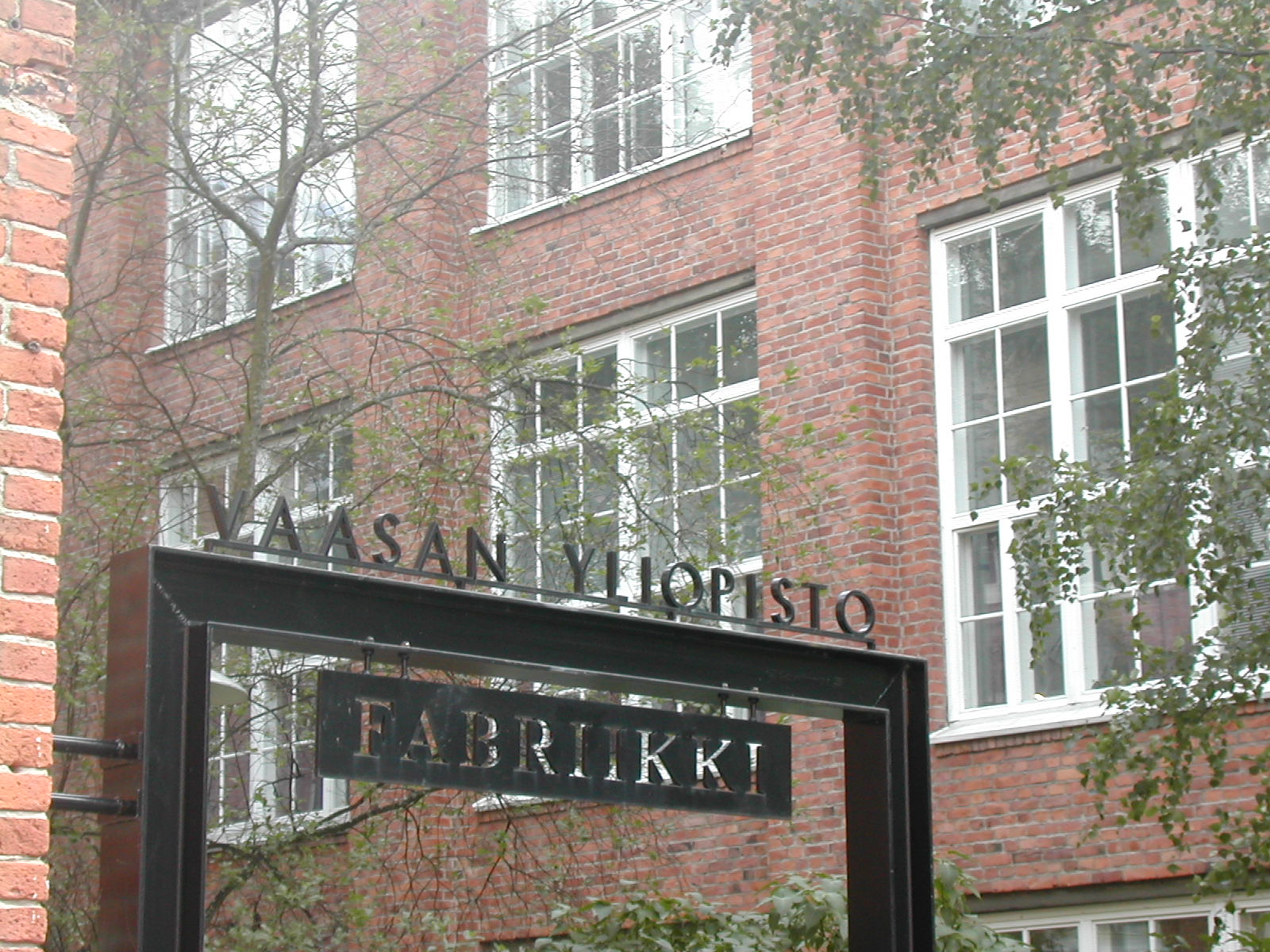
بخشی از دانشگاه در یک کارخانه پنبه سابق قرار دارد. این بخش فابریکی (Fabriikki) نامیده می‌شود.

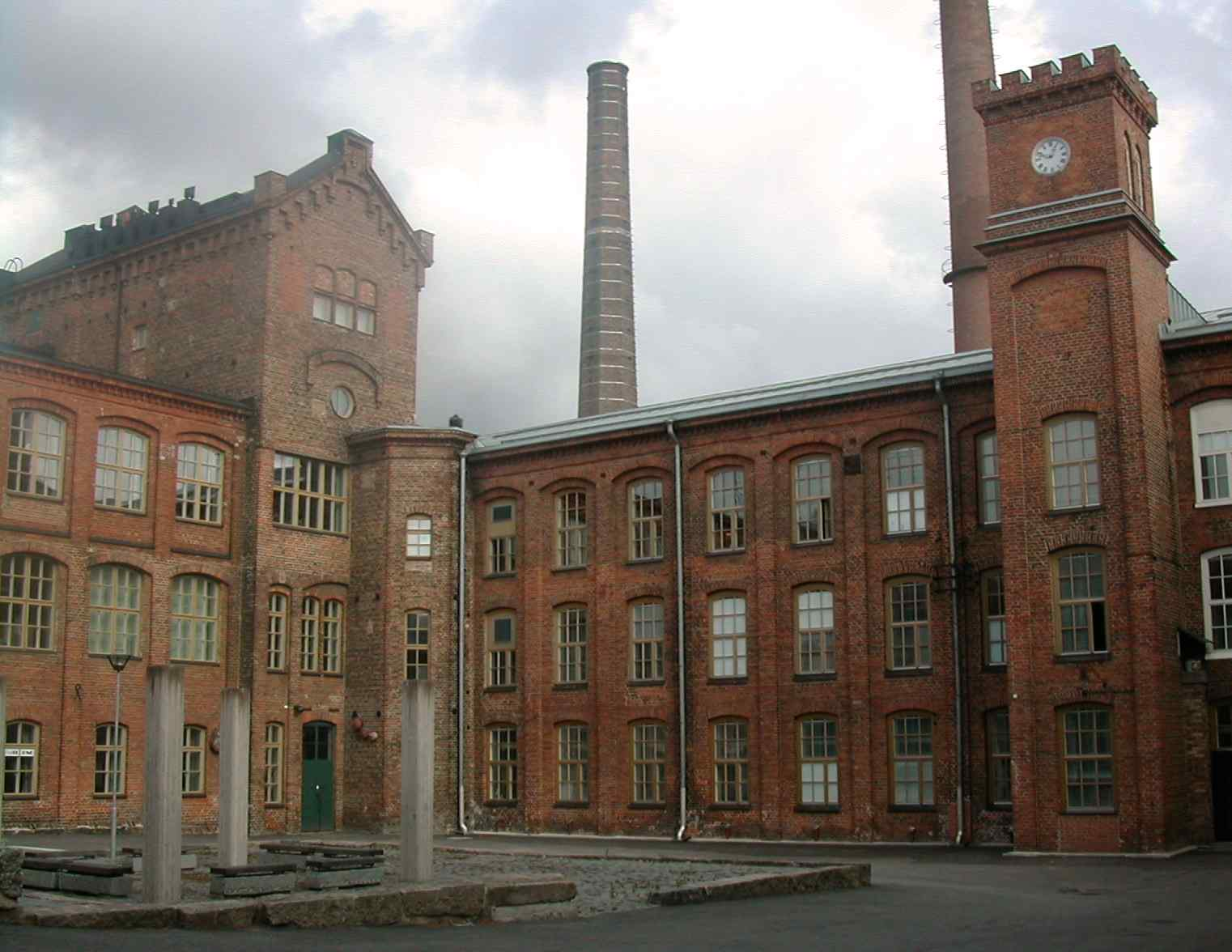
کارخانه پنبه سابق به طور گسترده در داخل بازسازی شده است تا بخش‌هایی از دانشگاه را در خود جای دهد.

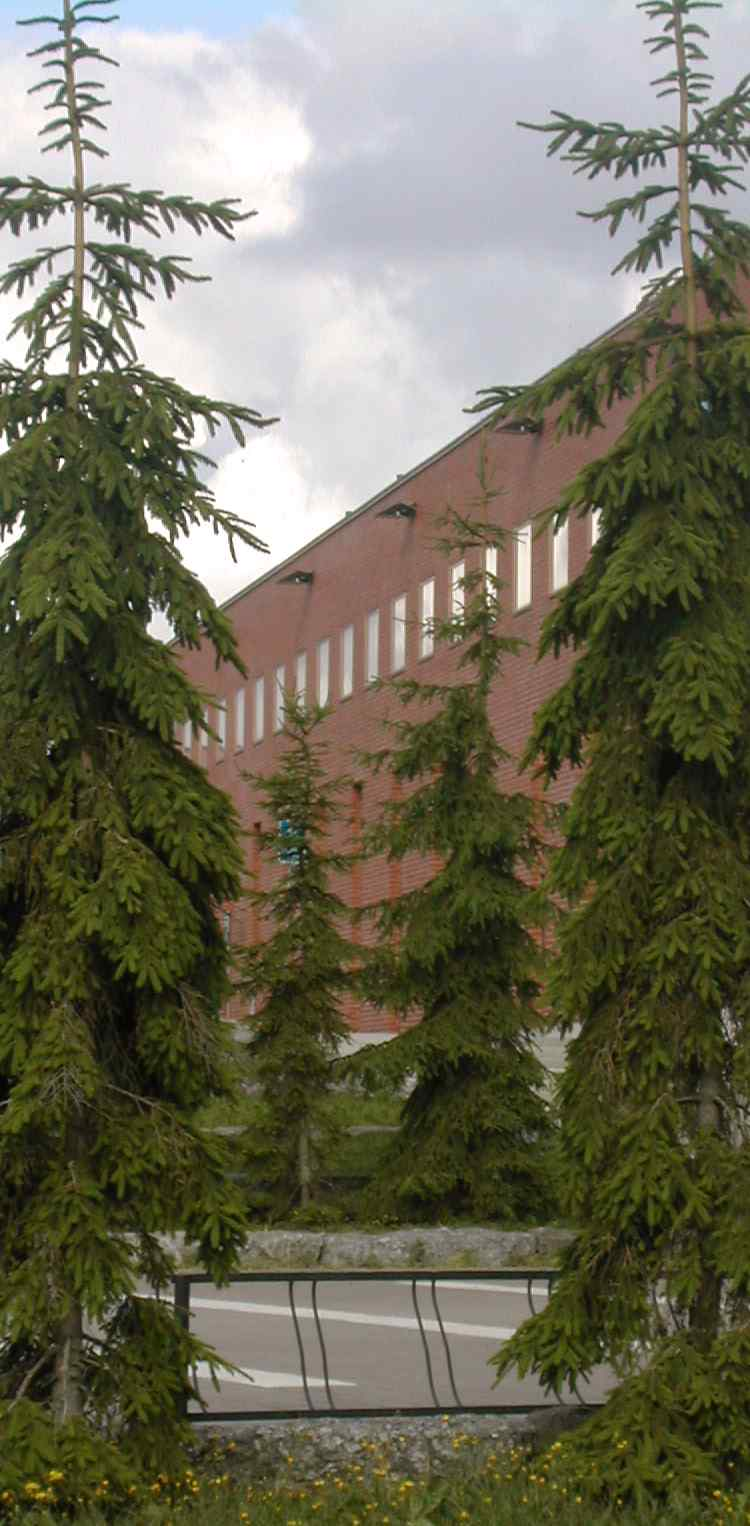
بخشی از ساختمان اصلی به نام ترواهوی (Tervahovi) که از پارکینگ دانشگاه عکس گرفته شده است.

- دانشکده مدیریت
  - مدیریت منابع انسانی
  - حقوق عمومی
  - مدیریت عمومی
  - مطالعات منطقه‌ای
  - مدیریت اجتماعی و سلامت
  - مدیریت استراتژیک
- دانشکده حسابداری و امور مالی
  - حسابداری و امور مالی
  - حقوق تجارت
  - اقتصاد
- دانشکده بازاریابی و ارتباطات
  - مطالعات ارتباطات
  - تجارت بین‌الملل
  - بازاریابی
- دانشکده فناوری و نوآوری
  - ریاضیات و آمار
  - مهندسی برق و فناوری انرژی
  - علوم کامپیوتر
  - تولید